# Pracht-Höckerschildkröte

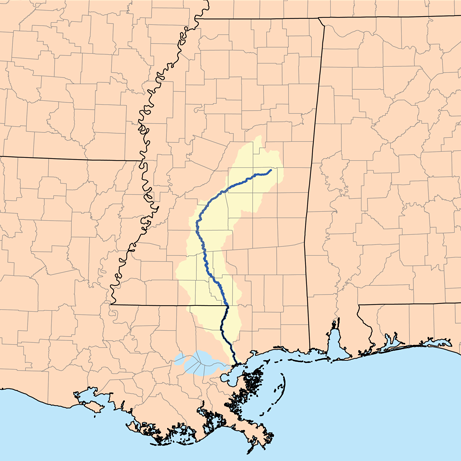
Flusssystem des Pearl Rivers, die Heimat der Pracht-Höckerschildkröte

Die Pracht-Höckerschildkröte (Graptemys oculifera) ist eine in den US-Bundesstaaten Mississippi und Louisiana beheimatete Art aus der Gattung der Höckerschildkröten, die zur Familie der Neuwelt-Sumpfschildkröten gehört.

## Erscheinungsbild
Die Pracht-Höckerschildkröte ist eine mittelgroße Wasserschildkröte mit einer Länge von 10 bis 21,5 Zentimetern. Maximale Längen werden  allerdings nur von Weibchen erreicht, die deutlich größer werden als die Männchen dieser Art.
Diese Höckerschildkröte zeichnet sich unter anderem durch den ausgeprägten Mittelkiel auf dem Carapax aus. Als deutliche Erkennungsmerkmale gelten die Ringe und Sicheln auf den Pleural- und Marginalschilden, die zu dem Artepitheton oculifera („augentragend“) geführt haben. Der Carapax ist braun bis oliv und die Ringe und Sicheln heben sich rot oder gelb ab. Der Plastron ist hellgelb bis weiß mit schwarzer Musterung entlang der Säume. Der Kopf ist schmal und mit gelben Streifen durchzogen. Zwei bis vier der Kopfstreifen laufen zum Auge hin zusammen. Außerdem befindet sich oft ein rechteckiger gelber Tupfen hinter jedem Auge. Bei Männchen sind die Klauen der Vorderläufe häufig verlängert und gelten damit als Balzinstrumente.

## Verbreitung und Lebensraum
In ihrer Verbreitung ist sie auf das Flusssystem des Pearl River beschränkt. Sehr oft anzutreffen ist sie im Bogue Chitto River in den Bundesstaaten Mississippi und Louisiana. Der Pearl River ist ziemlich breit und schnell fließend. In den Flachwasserzonen befinden sich oft Sandbänke und sandiger Untergrund. Zudem befinden sich viele Äste, Wurzeln und umgestürzte Bäume in Ufernähe, die sich sehr gut als Sonnenplätze bzw. Versteckmöglichkeiten anbieten. Die Pracht-Höckerschildkröten bewohnen auch Ästuare in den Golf von Mexiko, die durch langsame Fließgeschwindigkeiten eher sumpfartig erscheinen. Die salzhaltigen Brackwasserabschnitte im Golf werden jedoch gemieden.

## Bedrohung
Die Pracht-Höckerschildkröte ist durch die Verschmutzung des Pearl River stark gefährdet, zudem hat auch der Heimtierhandel ihre Zahl reduziert.

## Lebensweise
Die Pracht-Höckerschildkröte ist äußerst wachsam beim Sonnen auf Ästen oder Wurzeln und lässt sich bei jeder Störung oder Bewegung ins Wasser fallen.

## Ernährung
Beide Geschlechter bevorzugen es, sich hauptsächlich von aquatilen Insekten zu ernähren. Kleine Pflanzen und Algen werden nicht verschmäht. Süßwassermuscheln werden eher selten gefressen.